# غزو كيبيك (1775)

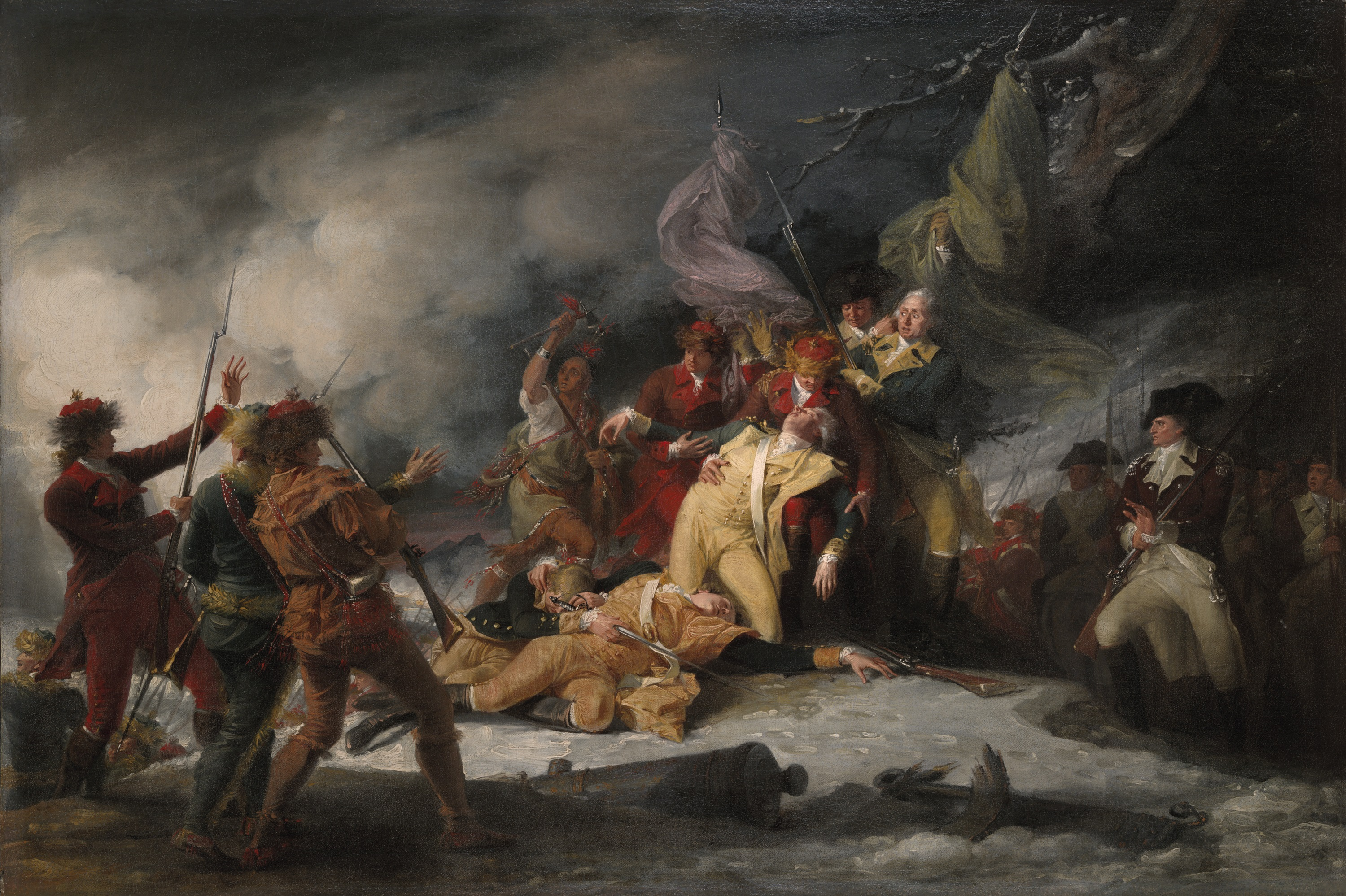
لوحة عن غزو كندا

غزو كندا في 1775 على يد الجيش القاري الأمريكي الحديث النشئة خلال الثورة الأمريكية كان أول بادرة عسكرية حقيقية، وكان الهدف من الحملة السيطرة على ولاية كوبيك البريطانية واقناع الكنديين المتحدثيين بالفرنسية على الانضمام للثورة
إلى جانب 30 ولاية أمريكية.
الحملة الأولى تركت حصن تيكونديروكا تحت قيادة ريتشارد مونتغومري، وحاصرت حصن سانت جونز واستولت عليه، وكانت على
وشك اسر الجنرال البريطاني كاي كارلتون عندما استولت على مونتريال.
الحملة الثانية تركت كامبريدج وماساشوتس تحت قيادة بينيديكت أرنولد، وارتحلت بصعوبة شديدة في براري مين إلى مدينة
كوبيك، القوتين التقوا هناك ولكنهم هُزموا في معركة كوبيك في ديسمبر عام 1775.
حملة مونتغومري انطلقت من تيكونديروكا وبدأت حصار حصن سانت جونز نقطة الدفاع الرئيسية جنوب لمونتريال في اواسط
سبتمبر، بعد سقوط الحصن غادر كارلتون مونتريال وابحر إلى مدينة كوبيك، استولى منوغومري على المدينة وتوجه صوب
مدينة كوبيك بجيش بدأ بالتناقص بانفضاض المتطوعيين، هناك التقى بارنولد الذي غادر كامبرج في أوائل سبتمبر وقطع رحلة
شاقة عبر البراري وكان جيشه يعاني من الجوع ونقص في التجهيزات والأسلحة.
هذه القوات انضمت سوياً وهاجمت المدينة في اخر يوم في السنة في عاصفة ثلجية، الهزيمة كانت كرئية على الأمريكيين حيث
قُتل مونتغومري وانصاب ارنولد بينما كانت الاصابات قليلة بين البريطانيين المدافعيين، وتصاعدت حملة المشاعر المؤيدة
للبريطانين بحملات دعائية والإدارة القاسية لديفيد وووستر كانت في خدمة البريطانيين.
البريطانيين ارسلوا آلاف الجنود من ضمنهم جون بورغوين وهسيان مرسيناريس، للتعزيز أطلق الجنرال كارلتون هجوم مضاد على
القوات الأمريكية ومع انتشار الجدري عند الأمريكيين اضطروا إلى الانسحب إلى حصن تيكونديروكا، الأمريكيين تحت قيادة ارنولد
تمكنوا منع عرقلة الهجوم البريطاني الذي لم يتمكن من الاستمرار على حصن تيكونديروكا في عام 1776، نهاية الحملة كانت بحملة
بورغوين عام 1777 التي أعادت السيطرة على وادي نهر هدسون.

## التسمية
غالبًا ما أُشير إلى هدف الحملة العسكرية الأمريكية، المتمثّل في السيطرة على مقاطعة كيبيك البريطانية، باسم «كندا» في عام 1775. على سبيل المثال، تضمّن تفويض الكونغرس القاري الثاني للجنرال فيليب سكايلر بشأن الحملة ما يلي، إذا كان الأمر «غير مزعج بالنسبة للكنديين» بأن «يستولوا حالًا على حصن سانت جونز في مونتريال وأي أجزاء أخرى من البلاد» وبأن «يتّبعوا أي إجراءات أخرى في كندا» يمكن أن «تعزز السلام والأمن» في المستعمرات. حتى كتب التاريخ الحديثة نسبيًا التي تغطي الحملة بالتفصيل تشير إليها باسم كندا في عناوينها. كانت الأراضي التي سمّتها بريطانيا كيبيك جزءًا كبيرًا من مقاطعة كندا الفرنسية حتى عام 1763، عندما تنازلت عنها فرنسا لبريطانيا في معاهدة باريس عام 1763، التي أنهت الحرب الفرنسية والهندية رسميًا. (سلّم القادة الفرنسيون المقاطعة للجيش البريطاني عام 1760). يُستخدم اسم «كيبيك» في هذه المقالة، باستثناء الاقتباسات التي تذكر «كندا» على وجه التحديد، لتجنب الخلط بين هذا الاستخدام التاريخي والاستخدام الذي يتعلق بالأمة الحديثة في كندا.

## لمحة تاريخية
في ربيع عام 1775، بدأت الحرب الثورية الأمريكية مع معركة ليكسينغتون وكونكورد. ثم توقف الصراع، عندما حاصرت الميليشيا الاستعمارية الجيش البريطاني في حصار بوسطن. في مايو 1775، استغل بينيديكت أرنولد وإيثان ألين ضعف الدفاعات ووجود الأسلحة الثقيلة في حصن تايكونديروغا البريطاني، فقادا قوة من المليشيا الاستعمارية التي استولت على حصن تايكونديروغا وحصن كراون بوينت، وهاجمت حصن سانت جونز؛ كانت جميع الحصون ذات دفاعات ضعيفة في ذلك الوقت. جرى تحصين تايكونديروغا وكراون بوينت بألف رجل من ميليشيا كونيتيكت بقيادة بنجامين هينمان في يونيو.

### تفويض الكونغرس
كان الكونغرس القاري الأول، الذي انعقد في عام 1774، قد دعا الكنديين الفرنسيين مسبقًا للانضمام إلى اجتماع ثانٍ للكونغرس سيُعقد في مايو 1775، في رسالة عامة بتاريخ 26 أكتوبر 1774. أرسل الكونغرس القاري الثاني رسالة ثانية بنفس الغرض في مايو 1775، ولكن لم يكن هناك رد ذو أهمية على أي منهما.
بعد الاستيلاء على تايكونديروغا، لاحظ أرنولد وألين أنه كان من الضروري الدفاع عن تايكونديروغا ضد محاولات البريطانيين تقسيم المستعمرات عسكريًا، ولاحظا أيضًا أن كيبيك كانت ذات دفاعات ضعيفة. اقترح كل منهما بشكل منفصل إرسال حملات ضد كيبيك، واقترحا أن قوة صغيرة من 1200-1500 رجل ستكون كافية لطرد الجيش البريطاني من المقاطعة. أمر الكونغرس في البداية بترك الحصون، ما دفع نيويورك وكونيتيكت إلى تقديم قوات ومواد لأغراض دفاعية بطبيعتها. تحدّت الاحتجاجات العامة من جميع أنحاء نيو إنجلاند ونيويورك الكونغرس لتغيير موقفه. عندما تبيّن أن غاي كارلتون، حاكم كيبيك، كان يحصّن حصن سانت جونز، ويحاول أيضًا إشراك الإيراكوي في شمال نيويورك في الصراع، قرر الكونغرس أن هناك حاجة إلى اتخاذ موقف أكثر فعالية. في 27 يونيو 1775، فوّض الكونغرس الجنرال فيليب سكايلر للتحقق في الأمر، وبدء الغزو إذا بدا ذلك مناسبًا. ذهب بينيديكت أرنولد -بعد اختيار غيره لقيادة الحملة- إلى بوسطن وأقنع الجنرال جورج واشنطن بإرسال قوة داعمة إلى مدينة كيبيك بقيادته.

### الاستعدادات الدفاعية
بعد الغارة على حصن سانت جونز، كان الجنرال كارلتون على دراية تامة بخطر الغزو من الجنوب، وطلب -دون إغاثة فورية- تعزيزات من الجنرال توماس غيج في بوسطن. شرع بتشكيل الميليشيات المحلية لتساعد في الدفاع عن مونتريال ومدينة كيبيك، والتي لم تحقق سوى نجاح محدود. ردًا على السيطرة على تايكونديروغا والغارة على حصن سانت جونز، أرسل 700 جندي للدفاع عن الحصن الواقع على نهر ريشيليو جنوب مونتريال، وأمر ببناء السفن لاستخدامها على بحيرة شامبلين، وجنّد نحو مئة رجل من قبيلة الموهوك للمساعدة في الدفاع عن الحصن. أشرف بنفسه على الدفاع عن مونتريال، وقاد 150 جنديًا نظاميًا فقط، إذ اعتمد على حصن سانت جونز في الدفاع الرئيسي. وترك الدفاع عن مدينة كيبيك تحت قيادة نائب الحاكم كراميه.

### المفاوضات للحصول على دعم الشعوب الأصلية
كان غاي جونسون مواليًا ووسيطًا بين البريطانيين والهنود يعيش في وادي موهوك في نيويورك، وكان على علاقة ودية للغاية مع الإيراكوي في نيويورك، وقلقًا على سلامة نفسه وعائلته بعد أن تبيّن أن مشاعر الوطنيين قد طغت في نيويورك. مقتنعًا بأنه لم يعد بإمكانه القيام بأعمال التاج بأمان، غادر مزرعته في نيويورك مع نحو 200 من أنصار الموهوك والموالين. ذهب أولًا إلى حصن أونتاريو حيث انتزع وعودًا في 17 يونيو من زعماء القبائل الأصلية (معظمهم من الإيراكوي والهورون) بالمساعدة في إبقاء خطوط الإمداد والاتصالات مفتوحة في المنطقة، ودعم البريطانيين في «إزعاج العدو». ومن هناك ذهب إلى مونتريال حيث تفاوض في اجتماع مع الجنرال كارلتون وأكثر من 1500 شخص من السكان الأصليين على اتفاقيات مماثلة وسلّم أحزمة الحرب «لتكون جاهزة للخدمة». ومع ذلك، كان معظم المشاركين في هذه الاتفاقيات من الموهوك؛ إذ تجنبت القبائل الأخرى في كونفدرالية الإيراكوي هذه المؤتمرات إلى حد كبير، ساعية إلى البقاء محايدة. بقي العديد من الموهوك في منطقة مونتريال بعد المؤتمر؛ ومع ذلك، عاد معظمهم إلى ديارهم بحلول منتصف أغسطس، عندما لم يتأكّد فيما إذا كان الأمريكيون سيشنّون غزوًا فعليًا في عام 1775.
سعى الكونغرس القاري لإبقاء الأمم الست خارج الحرب. في يوليو 1775، أحضر صموئيل كيركلاند، وهو مبشّرٌ أثّر تأثيرًا كبيرًا في شعب الأونيدا، بيانًا من الكونغرس لهم: «نرغب في أن تبقوا في دياركم، وأن لا تقفوا مع أحد الطرفين، وأن تحافظوا على الأحقاد مدفونة عميقًا». في حين ظل كل من شعب الأونيدا والتوسكارورا محايدًا بشكل رسمي، عبّر العديد من أفراد شعب الأونيدا عن تعاطفهم مع الثوار. دفعت أخبار اجتماع جونسون في مونتريال الجنرال سكايلر، الذي أثر أيضًا في شعب الأونيدا، إلى الدعوة لعقد مؤتمر في ألباني في منتصف أغسطس. حضر المؤتمر ما يقرب من 400 فرد من السكان الأصليين (بشكل رئيسي من الأونيدا والتوسكارورا، وعدد قليل فقط من الموهوك)، شرح سكايلر والمفوضون الهنود الآخرون القضايا التي تفصل المستعمرات عن بريطانيا، مؤكدين أن المستعمرين كانوا في حالة حرب للحفاظ على حقوقهم، وليس للغزو. وافق الزعماء المجتمعون على البقاء محايدين، إذ قال أحد زعماء الموهوك «إنه شأن عائلي» وسوف «نجلس ساكنين ونشاهدكم تقاتلون...». ولكنهم انتزعوا تنازلات من الأمريكيين تتضمن وعودًا بمعالجة المظالم الجارية مثل تعدّي المستوطنين البيض على أراضيهم.